# Línea Toei Ōedo
La Toei Ōedo Line (都営地下鉄大江戸線 Toei Chikatetsu Ōedo-sen?) es una línea del metro de Tokio, que da servicio a su zona metropolitana, perteneciendo a la red gestionada por la compañía Toei de Transporte. En los mapas y señalización, la línea se muestra en color violeta ▉, llevando sus estaciones la letra "E" seguida de un número de dos dígitos. Su número de planificación de línea es el 12.

## Historia
La Línea Oedo fue propuesta por primera vez en 1968 como un círculo incompleto desde Shinjuku por el norte y este de Tokio a Azabu. Este plan fue modificado en 1972 para completar el círculo de nuevo a Shinjuku y añadir un segmento que diera servicio a Mejiro, en la parte norte. El Gobierno Metropolitano de Tokio se comprometió la construcción de la línea. 
El primer segmento de Hikarigaoka a Nerima comenzó sus operaciones el 10 de diciembre de 1991. La línea se amplió de Nerima para Shinjuku el 19 de diciembre de 1997, y más tarde a partir de Shinjuku a Kokuritsu-Kyōgijō el 20 de abril de 2000.
Como fue el caso de las líneas anteriores, el público fue inicialmente encuestado para seleccionar un nombre: sin embargo, Ishihara rechazó el nombre elegido, Línea Circular Tokio (東京環状線 Tōkyō Kanjō-sen?) sobre la base de que inicialmente no se forma un bucle completo, y con el argumento de que podría causar confusión con la línea Yamanote y el lazo de la línea Osaka. Finalmente fue nombrada como Línea Toei Oedo, donde Oedo literalmente significa "Gran Edo", una referencia al nombre antiguo de Tokio. 
La línea completa comenzó a funcionar el 12 de diciembre de 2000. Una estación (la estación Shiodome) fue inaugurada el 2 de noviembre de 2002 para conectar a la línea Yurikamome. Tras la adición de Shiodome, la automatización en los anuncios de los trenes se cambió para anunciar empresas e instalaciones cerca de cada estación, siendo la primera en Tokio en hacerlo (aunque ya era práctica habitual en Osaka y Nagoya.
El número de pasajeros originalmente estimado fue de 1 millón de usuarios diarios, cifra reducida a 820.000 antes de la apertura. A finales de 2006, la línea tenía un promedio de 720.000 pasajeros / día. Sin embargo, su clientela ha aumentado en un cinco por ciento cada año desde su apertura.

## Estaciones
| Código | Estación               | Japonés      | Longitud (km)    | Longitud (km) | Transferencias | Ubicación |
| Código | Estación               | Japonés      | Entre estaciones | Total         | Transferencias | Ubicación |
| ------ | ---------------------- | ------------ | ---------------- | ------------- | --- | --------- |
| E-28   | Tochōmae               | 都庁前       | -                | 0,0           | Línea Ōedo (a Hikarigaoka y Roppongi) | Shinjuku  |
| E-01   | Shinjuku-Nishiguchi    | 新宿西口     | 0,8              | 0,8           | - Línea Marunouchi (M-08) - Línea Chūō (Rápida) - Línea Chūō-Sōbu - Línea Yamanote - Línea Saikyō - Línea Shōnan-Shinjuku - Línea Odawara - Línea Keiō - Keiō Shinsen - Línea Seibu Shinjuku | Shinjuku  |
| E-02   | Higashi-Shinjuku       | 東新宿       | 1,4              | 2,2           | Línea Fukutoshin (F-12) | Shinjuku  |
| E-03   | Wakamatsu-Kawada       | 若松河田     | 1,0              | 3,2           | | Shinjuku  |
| E-04   | Ushigome-Yanagichō     | 牛込柳町     | 0,6              | 3,8           | | Shinjuku  |
| E-05   | Ushigome-Kagurazaka    | 牛込神楽坂   | 1,0              | 4,8           | | Shinjuku  |
| E-06   | iidabashi              | 飯田橋       | 1,0              | 5,8           | - Línea Tōzai (T-06) - Línea Yūrakuchō (Y-13) - Línea Namboku (N-10) - Línea Chūō-Sōbu | Bunkyō    |
| E-07   | Kasuga                 | 春日         | 1,0              | 6,8           | - Línea Toei Mita (I-12) - Línea Marunouchi (Korakuen: M-22) - Línea Namboku (Korakuen: N-11)                                                                                                | Bunkyō    |
| E-08   | Hongō-Sanchōme         | 本郷三丁目   | 0,8              | 7,6           | Línea Marunouchi (M-21) | Bunkyō    |
| E-09   | Ueno-Okachimachi       | 上野御徒町   | 1,1              | 8,7           | - Línea Ginza (Ueno-Hirokoji: G-15) - Línea Hibiya (Naka-Okachimachi: H-16) - Línea Yamanote - Línea Keihin-Tōhoku (Okachimachi)                                                             | Taitō     |
| E-10   | Shin-Okachimachi       | 新御徒町     | 0,8              | 9,5           | Tsukuba Express (02) | Taitō     |
| E-11   | Kuramae                | 蔵前         | 1,0              | 10,5          | Línea Toei Asakusa (A-17) | Taitō     |
| E-12   | Ryōgoku                | 両国         | 1,2              | 11,7          | Línea Chūō-Sōbu | Sumida    |
| E-13   | Morishita              | 森下         | 1,0              | 12,7          | Línea Toei Shinjuku (S-11) | Kōtō      |
| E-14   | Kiyosumi-Shirakawa     | 清澄白河     | 0,6              | 13,3          | Línea Hanzōmon (Z-11) | Kōtō      |
| E-15   | Monzen-Nakachō         | 門前仲町     | 1,2              | 14,5          | Línea Tōzai (T-12) | Kōtō      |
| E-16   | Tsukishima             | 月島         | 1,4              | 15,9          | Línea Yūrakuchō (Y-21) | Chūō      |
| E-17   | Kachidoki              | 勝どき       | 0,8              | 16,7          | | Chūō      |
| E-18   | Tsukijishijō           | 築地市場     | 1,5              | 18,2          | | Chūō      |
| E-19   | Shiodome               | 汐留         | 0,9              | 19,1          | Yurikamome (U-02) | Minato    |
| E-20   | Daimon                 | 大門         | 0,9              | 20,0          | - Línea Toei Asakusa (A-09) - Línea Yamanote Line - Línea Keihin-Tōhoku Line (Hamamatsuchō) - Monorraíl de Tokio (Monorail Hamamatsuchō: MO01)                                               | Minato    |
| E-21   | Akabanebashi           | 赤羽橋       | 1,3              | 21,3          | | Minato    |
| E-22   | Azabu-Juban            | 麻布十番     | 0,8              | 22,1          | Línea Namboku (N-04) | Minato    |
| E-23   | Roppongi               | 六本木       | 1.1              | 23.2          | Línea Hibiya (H-04) | Minato    |
| E-24   | Aoyama-Itchōme         | 青山一丁目   | 1,3              | 24,5          | - Línea Ginza (G-04) - Línea Hanzōmon (Z-03) | Minato    |
| E-25   | Kokuritsu-kyōgijō      | 国立競技場   | 1,2              | 25,7          | Línea Chūō-Sōbu (Sendagaya) | Shinjuku  |
| E-26   | Yoyogi                 | 代々木       | 1,5              | 27,2          | - Línea Chūō-Sōbu - Línea Yamanote | Shibuya   |
| E-27   | Shinjuku               | 新宿         | 0,6              | 27,8          | - Línea Marunouchi (M-08) - Línea Chūō (Rápida) - Línea Chūō-Sōbu - Línea Yamanote - Línea Saikyō - Línea Shōnan-Shinjuku - Línea Odawara - Línea Keiō - Keiō Shinsen - Línea Seibu Shinjuku | Shibuya   |
| E-28   | Tochomae               | 都庁前       | 0,8              | 28,6          | Línea Ōedo (a Iidabashi) | Shinjuku  |
| E-29   | Nishi-shinjuku-Gochōme | 西新宿五丁目 | 0,8              | 29,4          | | Shinjuku  |
| E-30   | Nakano-Sakaue          | 中野坂上     | 1,2              | 30,6          | Línea Marunouchi (M-06) | Nakano    |
| E-31   | Higashi-Nakano         | 東中野       | 1,0              | 31,6          | Línea Chūō-Sōbu | Nakano    |
| E-32   | Nakai                  | 中井         | 0,8              | 32,4          | Línea Seibu Shinjuku | Shinjuku  |
| E-33   | Ochiai-Minami-Nagasaki | 落合南長崎   | 1,3              | 33,7          | | Shinjuku  |
| E-34   | Shin-Egota             | 新江古田     | 1,6              | 35,3          | | Nakano    |
| E-35   | Nerima                 | 練馬         | 1,6              | 36,9          | - Línea Seibu Ikebukuro - Línea Seibu Yūrakuchō - Línea Seibu Toshima | Nerima    |
| E-36   | Toshimaen              | 豊島園       | 0,9              | 37,8          | Línea Seibu Toshima | Nerima    |
| E-37   | Nerima-Kasugachō       | 練馬春日町   | 1,5              | 39,3          | | Nerima    |
| E-38   | Hikarigaoka            | 光が丘       | 1,4              | 40,7          | | Nerima    |